# Publi Servili Vàcia Isàuric (cònsol 48 aC)
Publi Servili Vàcia Isàuric (en llatí: Publius Servilius P. f. C. n. Vatia Isauricus), va ser un magistrat romà. Era fill de Publi Servili Vàcia Isàuric. Va tenir com a model a Cató i Ciceró el considerava un partidari dels optimats. Formava part de la gens Servília i era de la família dels Servili Vàcia.
L'any 54 aC va ser pretor i es va oposar a concedir un triomf a Gai Pomptí. L'any 49 aC quan es va iniciar la Segona guerra civil va sortir del partit dels optimats i es va declarar partidari de Juli Cèsar. El 48 aC va ser elegit cònsol juntament amb Juli Cèsar, i va romandre a Roma mentre el dictador anava a Grècia per combatre Gneu Pompeu Magne.
En el curs del 48 aC va dominar l'intent revolucionari del pretor Marc Celi Ruf. L'any 46 aC va ser procònsol a Àsia, des d'on va mantenir correspondència amb Ciceró.
A la mort de Cèsar el 44 aC va donar suport a Ciceró i al senat contra Marc Antoni, però quan Octavi va abandonar al senat, Servili va fer el mateix, puix que la seva filla Servília estava promesa a Octavi, i segurament per influència d'aquest es va reconciliar amb Marc Antoni. A la formació del Segon triumvirat l'any 43 aC, Octavi va trencar la seva promesa amb Servília per casar-se amb Clòdia la filla de Fúlvia (esposa de Marc Antoni), i en compensació Servili va rebre la promesa del consolat pel 41 aC amb Luci Antoni com a col·lega. Era a Roma quan Luci Antoni es va apoderar de la ciutat en la seva lluita contra Octavi (guerra de Perusa). No va donar suport al seu col·lega, però tampoc s'hi va oposar activament.